# Nemeskocs
Nemeskocs là một thị trấn thuộc hạt Vas, Hungary. Thị trấn này có diện tích 7,93 km², dân số năm 2010 là 377 người, mật độ 48 người/km².